# Emile Sherman
Emile Sherman (1972) is een Australisch filmproducent.
Sherman is samen met Iain Canning in 2008 oprichter van de filmproductiemaatschappij See-Saw Films gevestigd in de steden Sydney, Londen en Los Angeles. Hij is afgestudeerd aan de Universiteit van Sydney en produceerde met zijn eerste filmproductiebedrijf Sherman Pictures in 2002 de film Rabbit-Proof Fence. Hij heeft meerdere malen samengewerkt met de filmregisseurs Anton Corbijn en Steve McQueen. In 2011 won hij een Oscar voor beste film met de film The King's Speech.

## Filmografie

### Film
| Jaar | Film                            | Opmerkingen |
| ---- | ------------------------------- | --- |
| 2000 | Sample People                   | |
| 2002 | Rabbit-Proof Fence              | Co-uitvoerend producent                                                                                        |
| 2003 | Ned                             | Uitvoerend producent                                                                                           |
| 2003 | The Honourable Wally Norman     | |
| 2003 | The Night We Called It a Day    | |
| 2004 | Oyster Farmer                   | Uitvoerend producent                                                                                           |
| 2006 | Opal Dream                      | |
| 2006 | Candy                           | |
| 2008 | $9.99                           | |
| 2008 | Disgrace                        | |
| 2010 | The Kings of Mykonos            | |
| 2010 | South Solitary                  | Uitvoerend producent                                                                                           |
| 2010 | The King's Speech               | Oscar voor beste film BAFTA Award Alexander Korda Award Nominatie: Golden Globe Nominatie: European Film Award |
| 2010 | Oranges and Sunshine            | Nominatie: AACTA Award Nominatie: AFI Member's Choice Award                                                    |
| 2011 | Shame                           | Nominatie: BAFTA Award Nominatie: European Film Award                                                          |
| 2012 | Dead Europe                     | Nominatie: AACTA Award                                                                                         |
| 2013 | Tracks                          | Nominatie: AACTA Award                                                                                         |
| 2015 | Slow West                       | |
| 2015 | Mr. Holmes                      | |
| 2015 | Life                            | |
| 2015 | Macbeth                         | |
| 2016 | Lion                            | AACTA Award Nominatie: Oscar voor beste film Nominatie: Golden Globe                                           |
| 2017 | How to Talk to Girls at Parties | |
| 2018 | Mary Magdalene                  | |
| 2018 | Widows                          | |
| 2019 | The Day Shall Come              | |
| 2020 | Ammonite                        | |
| 2021 | The Power of the Dog            | BAFTA Award Golden Globe Nominatie: Oscar voor beste film                                                      |
| 2021 | Operation Mincemeat             | |
| 2022 | The Stranger                    | Nominatie: AACTA Award                                                                                         |
| 2022 | The Son                         | |
| 2023 | The Royal Hotel                 | |
| 2023 | One Life                        | |
| 2023 | Foe                             | |

### Televisie
| Jaar       | Televisieserie            | Opmerkingen                                               |
| ---------- | ------------------------- | --------------------------------------------------------- |
| 2013-2017  | Top of the Lake           | Uitvoerend producent AACTA Award 2x Nominatie: Emmy Award |
| 2015       | Banished                  | Uitvoerend producent                                      |
| 2015       | Codes of Conduct          | Uitvoerend producent                                      |
| 2016       | Love, Nina                | Uitvoerend producent                                      |
| 2018       | The New Legends of Monkey | Uitvoerend producent                                      |
| 2019-2022  | State of the Union        | Uitvoerend producent Nominatie: Emmy Award                |
| 2020       | The End                   | Uitvoerend producent Nominatie: AACTA Award               |
| 2021       | The North Water           | Uitvoerend producent                                      |
| 2021       | Firebite                  | Uitvoerend producent                                      |
| 2022       | Slow Horses               | Uitvoerend producent                                      |
| 2022-heden | Heartstopper              | Uitvoerend producent                                      |